# Космос 359
Космос 359 е съветски опит за изстрелване на сонда към Венера, която да кацне на повърхността. Планиран е полет на две еднакви по конструкция междупланетни станции към Венера. Стартът на втората е 5 денонощия след първата (Венера 7). Поради проблем с последната степен на ракетата-носител сондата остава на ниска околоземна орбита като изкуствен спътник.

## Полет
Стартът е успешно осъществен на 22 август 1970 г. от космодрума Байконур в Казахска ССР с ракета-носител „Молния-М“. Първите три степени работят нормално и апарата е изведен до разчетната орбита.
Четвъртата степен (Блок „Л“) е трябвало да се задейства след около една обиколка около Земята и да насочи сондата към Венера. При стартирането на ускорителния блок „Л“, за извеждане на апарата в посока към Венера става взрив в двигателя. Така апаратът остава в околоземна орбита с перигей 210 км и апогей 910 км. След около два месеца и половина (6 ноември) сондата изгаря в плътните слоеве на земната атмосфера.